# أكاشي (هيوغو)
مدينة أكاشي (بالإنجليزية: Akashi)‏ هي أحد المدن التابعة لمحافظة هيوغو. تأسست رسميًا في 01/11/1919. ويقدر عدد سكانها بـ 292162 نسمة حسب تقدير مكتب الإحصاء الياباني لعام 2012. تبلغ مساحة أكاشي 49.24 كم2. بكثافة سكانية تبلغ 5933 نسمة/كم2.

## معرض صور

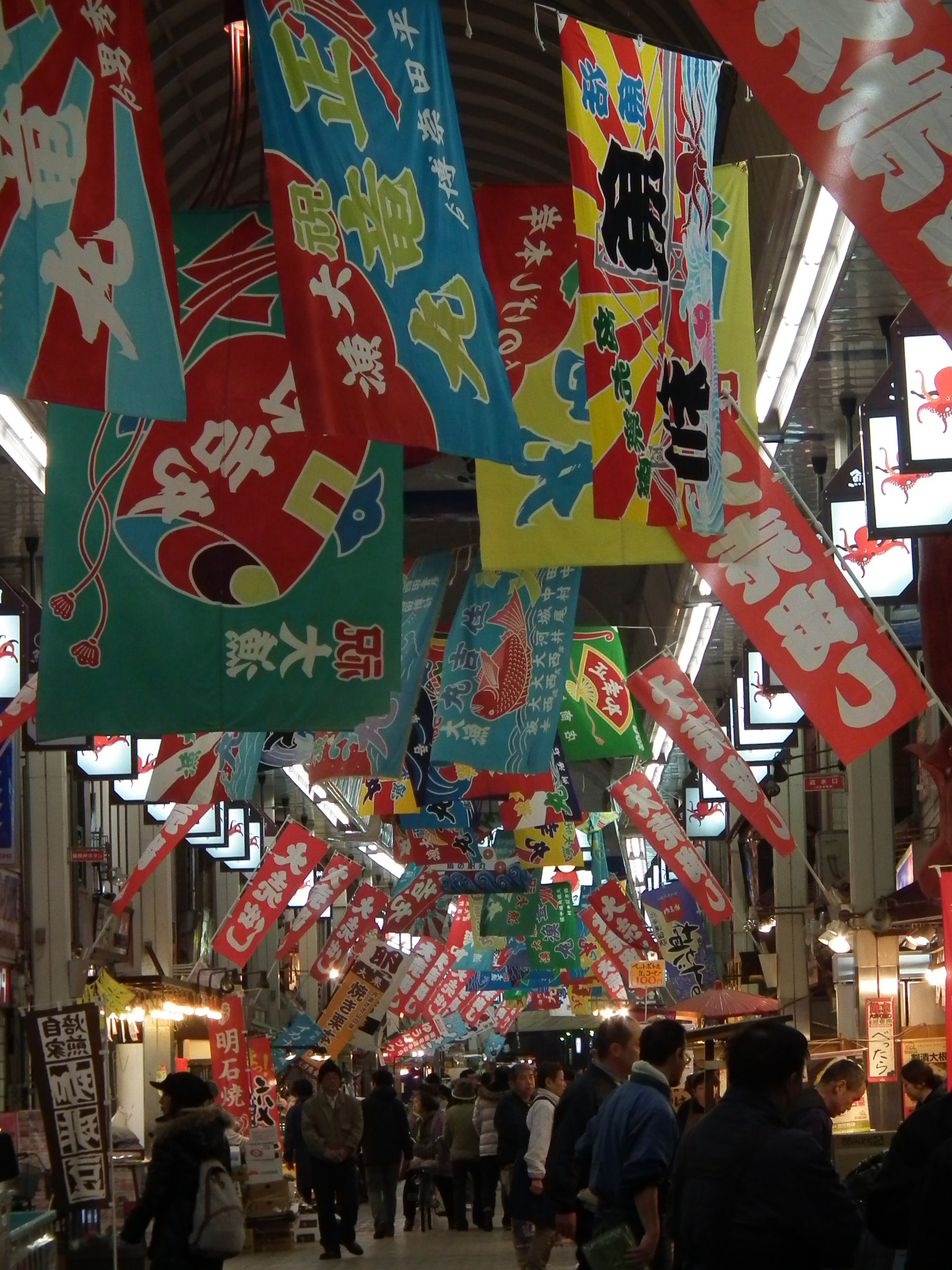
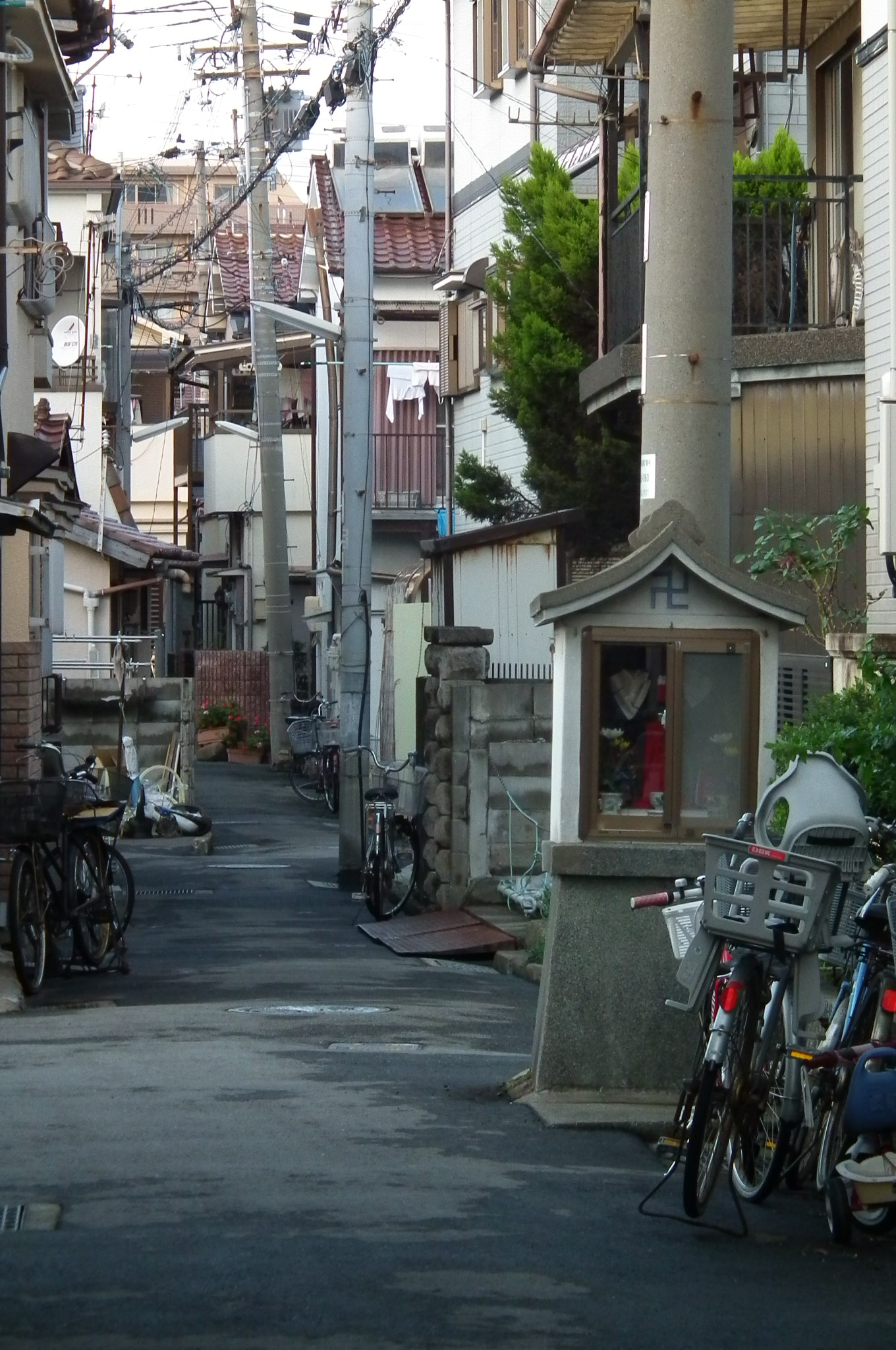
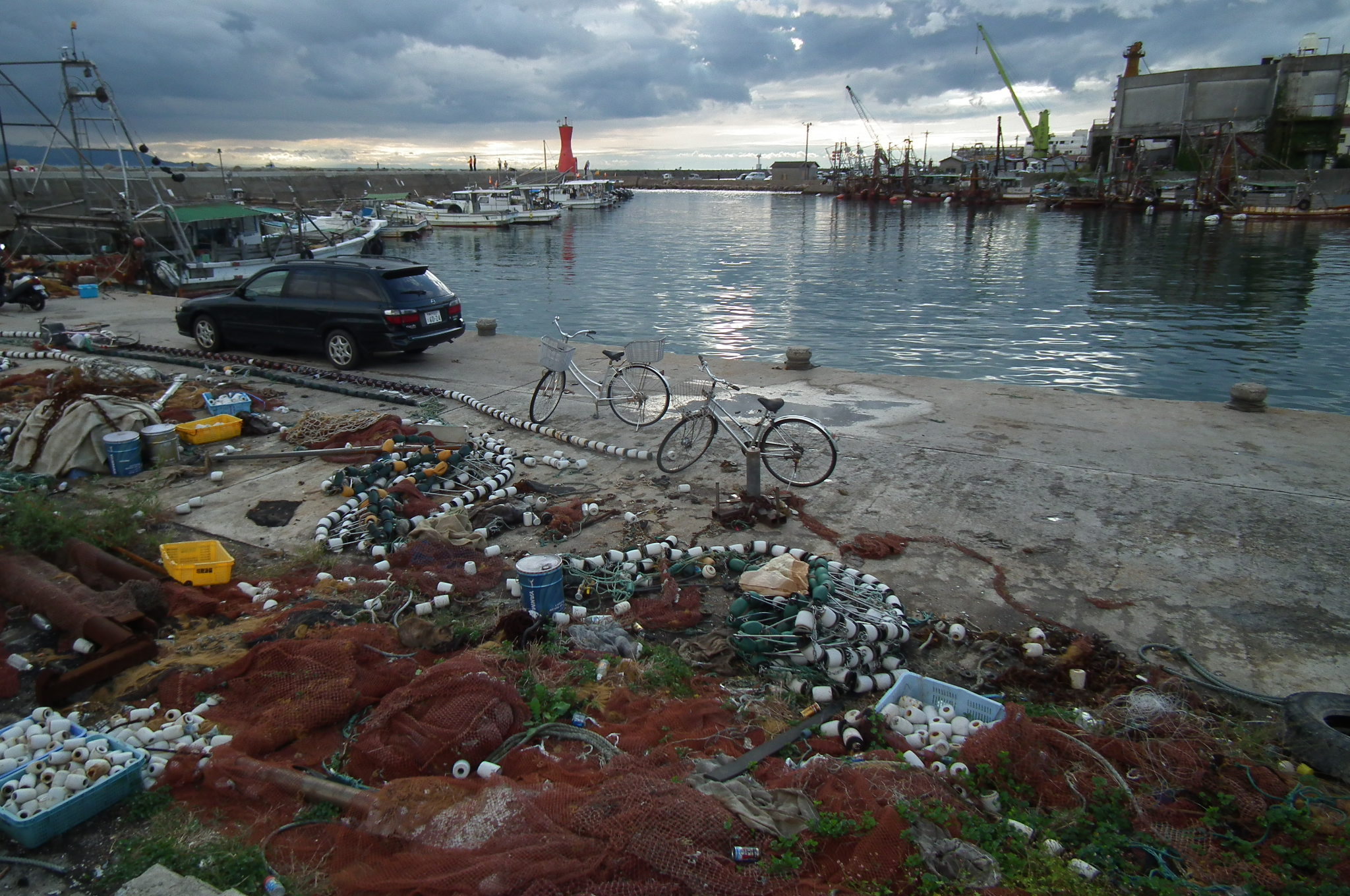

## توأمة
لأكاشي (هيوغو) اتفاقيات توأمة مع:
- فاليجو (9 ديسمبر 1969 - )

## أعلام
- شويتشي نيشيمورا
- دايسوكي ماسودا
- إيكو كويزومي
- ماساكي كوياما
- هيدينوري هارا
- مامي كينجيتسو